# 寒蟬 (昆蟲)
寒蟬（学名：Meimuna opalifera），又名松寒蟬或法師蟬，为蟬科寒蟬屬下的一種，分布於臺灣、中國大陸、日本、韓國，成蟲每年於6至11月出沒（以8至10月活躍），棲息於中、低海拔山區喬木林，鳴聲似鳥鳴而悅耳，陰晴皆鳴。公蟬體長約25—27（0.98—1.06英寸）。母蟬體長約22—28（0.87—1.10英寸），體色多為橄欖綠或黑色，且覆蓋銀灰色鱗毛。

## 影音

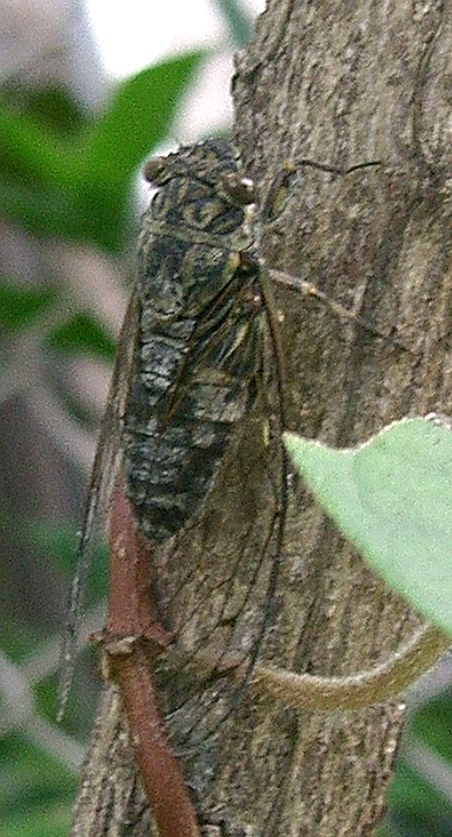
公蟬
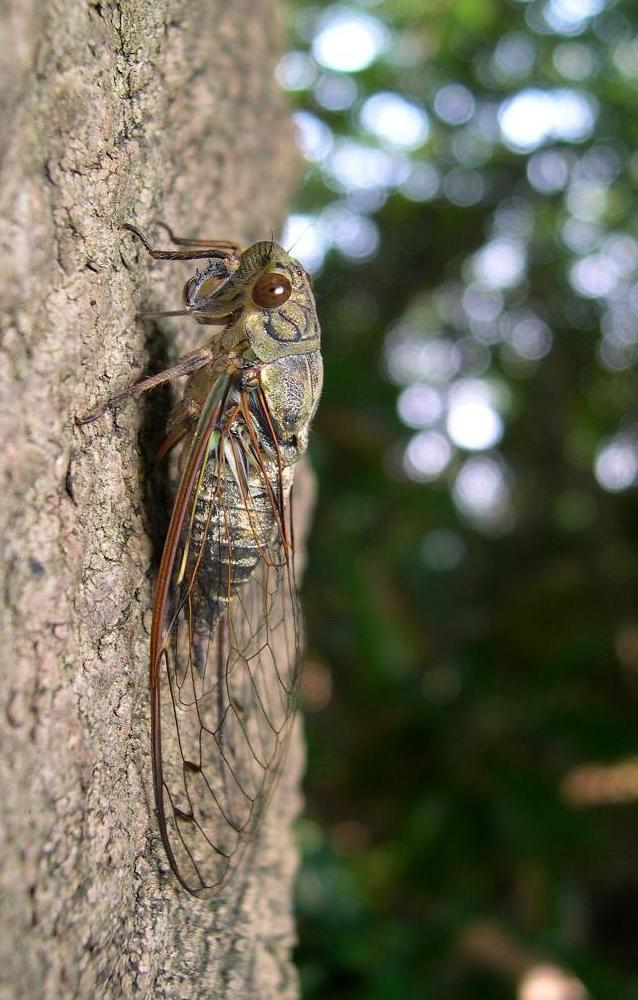
母蟬
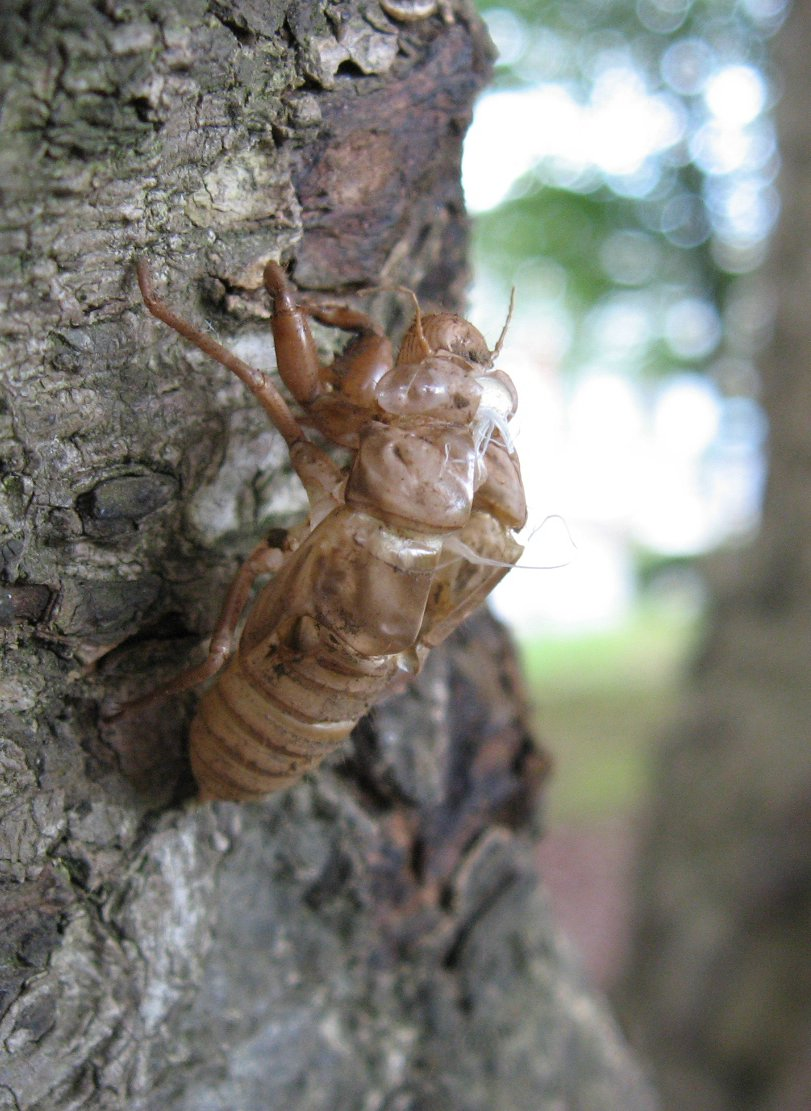
蟬蛻
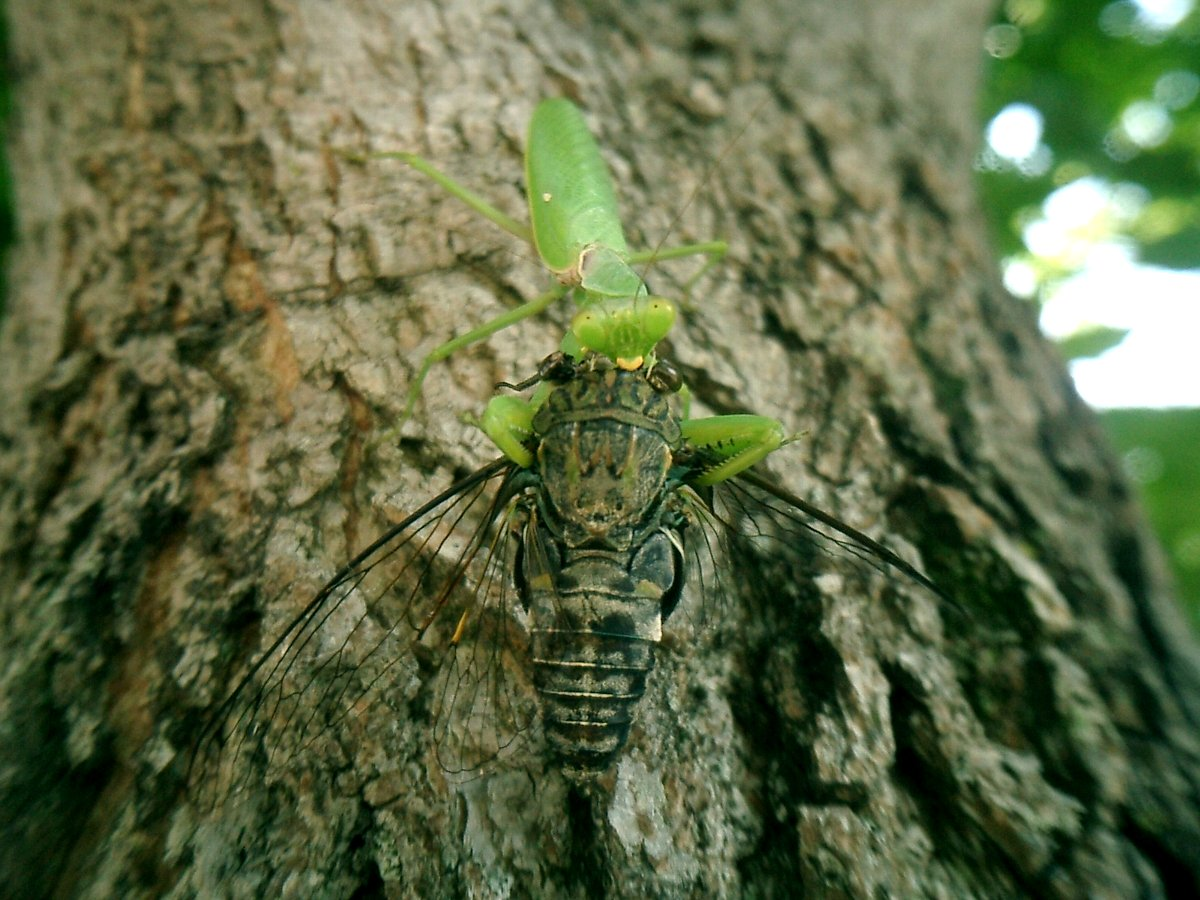
寬腹螳螂（Hierodula bipapilla）捕蟬
- 日本川崎市早野聖地公園（日语：早野聖地公園），2011年，36秒、466KB
- 日本川崎市早野聖地公園（日语：早野聖地公園），2011年，39秒、500KB
- 2013年日本東京，46秒，1,280×720畫素